# Saint-Firmin (Saône-et-Loire)
Saint-Firmin ist eine französische Gemeinde mit 785 Einwohnern (Stand: 1. Januar 2022) im Département Saône-et-Loire in der Region Bourgogne-Franche-Comté. Sie gehört zum Arrondissement Autun und zum Kanton Le Creusot-2 (bis 2015: Kanton Le Creusot-Est). Die Einwohner werden Saint-Serninois genannt.

## Geographie
Saint-Firmin ist eine banlieue im Nordosten von Le Creusot. Umgeben wird Saint-Firmin von den Nachbargemeinden Saint-Émiland im Norden, Saint-Pierre-de-Varennes im Osten, Le Breuil im Süden, Le Creusot im Südwesten, Saint-Sernin-du-Bois im Westen sowie Antully im Westen.

## Bevölkerungsentwicklung
| Jahr                      | 1962 | 1968 | 1975 | 1982 | 1990 | 1999 | 2006 | 2011 | 2019 |
| Einwohner                 | 596  | 542  | 588  | 711  | 778  | 773  | 760  | 812  | 833  |
| Quelle: Cassini und INSEE |      |      |      |      |      |      |      |      |      |

## Sehenswürdigkeiten
- Turm Champiteau aus dem 12. Jahrhundert